# Glycérol
« E422 » redirige ici. Pour les autres significations, voir E422 (homonymie).
Le glycérol, ou glycérine, est un composé organique de formule HOH2C–CHOH–CH2OH. C'est un liquide incolore, visqueux et inodore au goût sucré, utilisé dans de nombreuses compositions pharmaceutiques. Sa molécule possède trois groupes hydroxyle correspondant à trois fonctions alcool responsables de sa solubilité dans l'eau et de sa nature hygroscopique. Un résidu glycérol constitue l'articulation centrale de tous les lipides de la classe des triglycérides et des phosphoglycérides.

## Histoire
Initialement, le glycérol a été découvert comme un résidu de la fabrication du savon.
En 1779, le pharmacien et chimiste suédois Carl Wilhelm Scheele identifie pour la première fois le glycérol en faisant bouillir de l'huile d'olive avec de l'oxyde de plomb,.
En 1823, le chimiste français Eugène Chevreul démontre que le corps gras est formé d’une combinaison entre le glycérol et des acides gras.
C'est le naturaliste Pierre-Antoine Cap (de son vrai nom Gratacap) qui introduisit en 1853 dans la pratique médicale les préparations pharmaceutiques ayant pour base la glycérine. Il les divisait en deux grandes classes : les glycérolés, faits avec de la glycérine seule, et les glycérats, faits avec un mélange composé de glycérine et d'amidon, ayant la consistance de l'empois.

## Propriétés

### Propriétés physiques
Le glycérol se présente sous la forme d'un liquide transparent, visqueux, incolore, inodore, au goût sucré.
Le glycérol a des effets diurétiques osmotiques et laxatifs localisés. La glycérine élève l'osmolalité du plasma sanguin, extrayant ainsi l'eau des tissus vers le liquide interstitiel et le plasma. La glycérine est utilisée comme solvant, humectant et véhicule dans diverses préparations pharmaceutiques.
Le glycérol peut se dissoudre dans les solvants polaires grâce à ses trois groupes hydroxyles. Il est miscible dans l'eau et l'éthanol ; et insoluble dans le benzène, le chloroforme et le tétrachlorométhane.

Décantation d'une bille de plastique dans la glycérine, avec ralentissement à l'approche du fond.

L'affinité du glycérol avec l'eau le rend également hygroscopique, et du glycérol mal conservé (hors dessicateur ou mal fermé) se dilue en absorbant l'humidité de l'air.
Malgré cette forte affinité avec l'eau, la très forte viscosité dynamique du glycérol favorise son utilisation comme fluide pour l'étude de la décantation de particules en régime de Stokes (image ci-contre).

### Propriétés chimiques
Dans les organismes vivants, le glycérol est un composant important des glycérides (graisses et huiles) et des phospholipides. Quand le corps utilise les graisses stockées comme source d'énergie, du glycérol et des acides gras sont libérés dans le sang.

#### Déshydratation
La déshydratation du glycérol est faite à chaud, en présence d'hydrogénosulfite de potassium (KHSO3) et produit de l'acroléine selon la réaction :

#### Estérification
L'estérification du glycérol conduit à des glycérides.

### Autres propriétés
Le glycérol a un goût sucré de puissance moitié moindre que le saccharose, son pouvoir sucrant est de 0,56-0,64 à poids égal.
Le glycérol a des propriétés laxatives et diurétiques faibles.
Comme d'autres composés chimiques, tels que le benzène, son indice de réfraction (1,47) est proche de celui du verre commun (~1,50), permettant de rendre « invisibles » des objets en verre qui y seraient plongés.

## Biologie
Le glycérol est présent partout dans la nature, notamment sous forme de glycéride.

## Production et synthèse
La synthèse historique de la glycérine est due à Wurtz, à partir du tribromure d'allyle. Toutefois cette synthèse n'est pas totale car le tribromure d'allyle est lui-même préparé à partir de la glycérine. La synthèse totale est due à Charles Friedel et Roberto Duarte Silva à partir du propylène.
Le glycérol est formé durant la fermentation alcoolique du moût de raisin lors de la production du vin.
Le glycérol est un sous-produit de la réaction de saponification, dont le but premier est de fabriquer du savon à partir de matières grasses animales ou végétales. Cette réaction s'écrit :
corps gras + soude → savon + glycérol
La glycérine est un sous-produit de la transestérification d'huiles végétales lors de la production d'esters méthyliques d’huiles végétales (EMHV) qui servent de carburants sous la dénomination de biodiesel ou diester.
Les huiles de noix de coco et de palmiste, qui contiennent un pourcentage élevé (70-80 %) d'acides gras en C6 à C14, libèrent de plus grandes quantités de glycérol que les gras et huiles qui contiennent majoritairement des acides gras en C16 et C18, comme les graisses animales, les huiles de graines de coton, graines de soja, olives et palme.

## Utilisation

### Médicaments et désinfectants
- Hydratant qui améliore l'onctuosité et la lubrification des préparations pharmaceutiques.
- Utilisé dans les suppositoires[23], sirops contre la toux (expectorants).
- Utilisé comme traitement de fond dans la maladie de Menière pour fluidifier les liquides des canaux vestibulaires.
- Utilisé en dernière intention par voie intra-veineuse comme traitement contre l'hypertonie oculaire, notamment dans le cadre des glaucomes aigus par fermeture de l'angle.
- Un des 4 composants de base du gel hydroalcoolique.

### Cosmétiques
- Dans les cosmétiques, le glycérol est souvent utilisé comme agent hydratant, solvant et lubrifiant.
- Il a un goût sucré modéré (environ 60 % de celui du saccharose[24]) et est plus soluble que le sorbitol qui le remplace parfois.
- Utilisé dans les dentifrices, les bains de bouche, les crèmes hydratantes, les produits capillaires et les savons.
- Composant des savons à la glycérine, notamment les savons de Marseille dont la séparation par hauteurs des eaux glycérineuses amène à la finalisation de ce produit.

### Alimentation
Le glycérol est utilisé comme humectant (pour retenir l’humidité), solvant (support d'arôme), émulsifiant, stabilisant et épaississant dans une grande diversité de produits alimentaires, tels que sucreries, boissons, biscuits/gâteaux, sandwiches et wraps, petits déjeuners et autre produits surgelés (liste non exhaustive de catégories de produits).
En Europe, il est utilisé comme additif alimentaire sous le numéro E422.
Le JECFA a attribué au glycérol une dose journalière admissible non spécifiée depuis 1976, ce qui indique qu'il ne présente pas de danger pour la santé lorsqu'il est utilisé dans les proportions requises pour obtenir l'effet désiré.

### Vin
- Le glycérol, formé au début de la fermentation alcoolique du moût (fermentation glycéropyruvique), donne au vin son onctuosité.
- Les sucres se transforment en acide pyruvique et en glycérol :

C6H12O6 → CH2OH-CHOH-CH2OH + CH3-CO-COOH
- Les premiers 50 g de sucre fermenté donnent plus de la moitié de la teneur en glycérol du vin. Sa formation dépend de la quantité initiale de sucre, de la nature des levures et des conditions de fermentation : température, acidité, aération, sulfitage. La proportion de glycérol est relativement constante : elle varie de 6 à 10 g pour 100 g d’alcool. Cependant dans les vins blancs liquoreux provenant de raisins pourris (Botrytis), les teneurs en glycérol dépassent souvent de beaucoup ces proportions. Par exemple, les montlouis liquoreux sont sucrés et doux au palais. Le glycérol se trouve également dans les vins rouges (tels les bourgognes). La formation de « coulées » ou larmes sur les parois d’un verre après agitation n'est pas un indice de qualité dû au glycérol mais s'explique par une différence d'évaporation et de tension capillaire entre l'eau et l'alcool (l'effet Marangoni).

### Chimie
- C'est l'un des principaux composants de la fabrication de la nitroglycérine.
- C'est aussi l'un des composants indispensables pour faire des bulles de savon.
- On peut faire du feu sans allumette si l'on mélange le glycérol à du permanganate de potassium (KMnO4) en poudre. La réaction est très lente au début (on n'observe rien durant les trente premières secondes), puis elle est tellement exothermique que la réaction s'emballe, provoquant l'inflammation du mélange : on observe des flammes violettes, indicatrices de la présence de potassium.
- Le glycérol sert de précurseur dans la synthèse du propylène glycol[35].

### Cellophane
- Plastifiant dans la cellophane.

### Autres applications
- Plastifiant et lubrifiant dans la fabrication du papier[36].
- Lubrifie et assouplit les fibres, fils et tissus.
- Utilisé dans les fluides antigel[36],[37].
- Appliqué sur un miroir, il y évite l'apparition de buée.
- Sert aussi pour des effets spéciaux tels que la simulation de transpiration ou des fumigènes.
- Sert dans l'aéronautique à lubrifier les tuyauteries d'eau potable en raison de son caractère non polluant.
- Composant associé ou alternatif au propylène glycol dans les liquides pour cigarette électronique.
- Le glycérol peut être également utilisé comme lubrifiant intime.
- Il peut également servir pour intensifier la fumée d'un narguilé.
- Il peut être utilisé dans les crèmes glacées ou sorbets « maison » pour éviter le durcissement aux températures du congélateur (2 cuillères à soupe par litre)
- Le glycérol est utilisé pour conserver des plantes pour en faire des bouquets secs[38].
- Le glycérol entre comme plastifiant dans la formulation de la peinture aquarelle. C'est aussi la matière première pour les résines alkydes, liant de la peinture glycérophtalique[39].
- Le glycérol est utilisé pour la conservation longue durée des bactéries à une température de −30 °C en empêchant la formation de cristaux de glace[40].
- Production d'énergie des générateurs électriques pour les voitures de Formule E[41].